# 프로토타입 (기업)
주식회사 프로토타입(PROTOTYPE Ltd.)은 인터채널(구 NEC 인터채널(NEIC))의 다헤타 토시오가 2006년에 설립한 컴퓨터 게임 개발 업체이다.
비주얼 노벨로 발매된 연애 시뮬레이션 게임의 가정용 게임 콘솔용 작품의 생산을 주된 사업 내용으로 하고 있으며, 휴대 전화용 컨텐츠 '비주얼 아트★Motto'를 운영하고 있다.

## 게임

### 닌텐도 DS
- 아라비안즈 로스트(2009년 9월 10일 밞)

### Xbox 360
- CLANNAD(2008년 8월 28일 발매)
- 타임리프 (2009년 6월 25일 발매)
- 토모요 애프터 ~It's a Wonderful Life~ CS Edition(2010년 9월 22일 발매)

### 플레이스테이션 2
- 화귀장(2006년 7월 6일 발매)
- 플라네타리안 ~자그마한 별의 꿈~(2006년 8월 24일 발매)
- 토모요 애프터 ~It's a Wonderful Life~ CS Edition(2007년 1월 25일 발매)
- 신곡주계 폴리포니카(2007년 4월 26일 발매)
- 아라비안즈 로스트 (2007년 10월 11일 발매)
- 신곡주계 폴리포니카 3&4화 완전편 (2007년 12월 27일 발매)
- 피요땅 저택침입★대작전! (2008년 8월 28일 발매)
- 하트 나라의 앨리스 (2008년 9월 18일 발매)
- 신곡주계 폴리포니카 THE BLACK (2009년 1월 15일 발매)
- 리틀 버스터즈! Converted Edition (2009sus 11월 26일 발매)
- 클로버 나라의 앨리스 (2010년 4월 15일 발매)
- 신곡주계 폴리포니카 애프터 스쿨 (2010년 11월 11일 발매)
- 삼국연전기~소녀의 병법!~ (2011년 6월 15일 발매)

### 플레이 스테이션 포터블
- Kanon(2007년 2월 15일 발매)
- SNOW(2007년 8월 16일 발매)
- AIR(2007년 11월 22일 발매)
- CLANNAD(2008년 5월 29일 발매)
- 토모요 애프터 ~It's a Wonderful Life~CS Edition(2009년 3월 19일 발매)
- 하트 나라의 앨리스 (2009년 8월 20일 발매)

### 모바일 게임
- Kanon(서비스 중)
- SNOW(서비스 중)
- AIR(서비스 중)
- planetarian ~작은 별의 꿈~(서비스 중)
- 학원 헤븐(서비스 중)
- 신곡주계 폴리포니카(서비스 중)
- CLANNAD(서비스 중)